# Chileense smient
De Chileense smient (Mareca sibilatrix synoniem: Anas sibilatrix) is een middelgrote eend van ongeveer 45 centimeter.

## Beschrijving
De geslachten zijn gelijk aan elkaar. De voorkop van voorhoofd tot de kin wit. Een witachtige oorvlek, en de kruin: de zijkant van de kop en hals is zwart met een groene weerschijn. De onderhals en de krop zijn met zwart-witte dwarsbandjes bedekt. De rugveren zijn breed lancetvormig, met zwart met witte zoompjes. De vleugeldekveren zijn net een groot wit veld. De spiegel is zwart met een groene weerschijn. De flanken zijn roestrood en de buik en staartdekveren zijn wit. De staart is zwart. De snavel en de poten zijn loodgrijs.

## Voortplanting
Een legsel bestaat meestal uit 6 tot 10 crèmekleurige eieren, die ongeveer 25 dagen bebroed worden.

## Habitat en verspreiding
De Chileense smient komt voor van Zuid-Brazilië tot Vuurland. En de habitat zijn ondiepe meren en moerassen op de pampa.